# ジョン・マグナセライア
ジョン・マグナセライア・アルゴイティア（Jon Magunazelaia Argoitia、2001年7月13日 - ）は、スペイン・バスク州エイバル出身のサッカー選手。レアル・ソシエダB所属。ポジションはミッドフィールダー。

## クラブ経歴
バスク州のエイバルに生まれ、SDエイバルのカンテラを経て2016年にレアル・ソシエダのカンテラに加入した。2020-21シーズンにCチームへと昇格し、翌シーズンからはBチームで出場機会を掴み始めた。
2022年10月27日、UEFAヨーロッパリーグのオモニア・ニコシア戦にて、71分にジョン・カリカブルとの途中交代でトップチームデビューを果たした。